# Tp 45 (魚雷)
Tp 45は、スウェーデンで開発された短魚雷。Tp 42・Tp 43の改良型の対潜／対水上誘導魚雷であり、1990年にボフォースなどにより開発された。2015年時点ではSAABが販売を行なっている。
胴体直径はTp43と同じとなっており、センサー及び誘導装置を中心に改良が行なわれている。誘導方式はパッシブ・アクティブソナーを用いた有線誘導方式であり、艦船のみならずホバリング中のヘリコプターからも有線誘導を行なえる。航空機・水上艦船・潜水艦から発射できる。スウェーデン海軍ではTp 43から更新され、パキスタン海軍も採用している。
後継としてTp 46が開発されていたが、これはキャンセルされ、改めて2014年より後継魚雷の開発が始められた。政府からは2016年に開発発注が行われ、Tp 47として、2023年からスウェーデン海軍で運用が開始されている。

## 各型
- Tp 45
- Tp 43X2：輸出型の名称[1]。

## 要目
- 胴体直径：400mm[1]
- 全長：2.8m[1]
- 機関：電気モーター推進
- バッテリー：銀亜鉛電池[3]